# Jerai Torres
Jerai Torres (Gibilterra, 25 maggio 1994) è un velocista gibilterriano.

## Palmarès
| Anno | Manifestazione                  | Sede       | Evento      | Risultato  | Prestazione | Note                                     |
| ---- | ------------------------------- | ---------- | ----------- | ---------- | ----------- | ---------------------------------------- |
| 2011 | Mondiali allievi                | Lilla      | 200 m piani | Batteria   | 23"16       |                                          |
| 2011 | Europei juniores                | Tallinn    | 400 m piani | Batteria   | 52"52       |                                          |
| 2011 | Giochi del Commonwealth allievi | Douglas    | 200 m piani | Semifinale | 23"25       |                                          |
| 2012 | Europei                         | Helsinki   | 200 m piani | Batteria   | 22"31       |                                          |
| 2012 | Mondiali juniores               | Barcellona | 200 m piani | Batteria   | 22"29       |                                          |
| 2013 | Island Games                    | Hamilton   | 100 m piani | Batteria   | 11"27       |                                          |
| 2013 | Island Games                    | Hamilton   | 200 m piani | 7º         | 22"90       |                                          |
| 2013 | Mondiali                        | Mosca      | 200 m piani | Batteria   | 22"98       |                                          |
| 2014 | Giochi del Commonwealth         | Glasgow    | 100 m piani | Batteria   | 11"54       | Miglior prestazione personale stagionale |
| 2014 | Giochi del Commonwealth         | Glasgow    | 200 m piani | Batteria   | 22"95       | Miglior prestazione personale stagionale |
| 2015 | Mondiali                        | Pechino    | 200 m piani | Batteria   | 22"77       | Miglior prestazione personale stagionale |
| 2016 | Camp. piccoli stati d'Europa    | Marsa      | 200 m piani | 10º        | 22"97       |                                          |
| 2017 | Europei indoor                  | Belgrado   | 60 m piani  | Batteria   | 7"23        |                                          |
| 2017 | Island Games                    | Visby      | 200 m piani | Bronzo     | 22"22       |                                          |
| 2017 | Island Games                    | Visby      | 400 m piani | 4º         | 50"16       |                                          |
| 2017 | Island Games                    | Visby      | 4×400 m     | Argento    | 3'29"47     |                                          |
| 2018 | Giochi del Commonwealth         | Gold Coast | 200 m piani | Batteria   | 22"23       |                                          |
| 2018 | Giochi del Commonwealth         | Gold Coast | 400 m piani | Batteria   | 49"40       |                                          |
| 2018 | Camp. piccoli stati d'Europa    | Schaan     | 200 m piani | dns        | dns         |                                          |
| 2019 | Island Games                    | Gibilterra | 200 m piani | 5º         | 23"36       |                                          |
| 2022 | Europei                         | Monaco     | 200 m piani | Batteria   | 22"70       |                                          |